# Food Talk (konferencija)
Food Talk (konferencija) je najveća regionalna konferencija o hrani u organizaciji kompanije Kolor Media Komunikejšn i kulinarskih izdanja Kolor Pres Grupe. Organizuje se od 2013. godine na različitim lokacijama u Novom Sadu, dok je, 2020. godine, usled pandemije virusa korona događaj po prvi put realizovan u onlajn formatu.

## O konferenciji
Cilj konferencije Food Talk je promovisanje svetske kuhinje, ali i specijalitete domaće, posebno vojvođanske kuhinje koja je bogata ukusima različitih i brojnih nacionalnih manjina koje žive i borave na teritoriji autonomne pokrajine Vojvodine.
Konferencija okuplja najveće stručnjake, proizvođače, kompanije, kuvare, gastro blogere, medije, ali i poznate ličnosti iz celog regiona, koji, uz degustacije raznih specijaliteta, diskutuju o aktuelnim temama iz sveta gastronomije i vina. U sklopu konferencije, pored kulinarskih specijaliteta, predstavljane su i tradicionalne nošnje i običaji različitih nacionalnih manjina. Organizovane su i likovne kolonije, na kojima su nastala umetnička dela inspirisana hranom, a među umetnicima našao se i Janoš Mesaroš, čuveni savremeni naivni slikar.
Konferencija je, osim u Novom Sadu, održana i u Skoplju u Severnoj Makedoniji 2015. godine, u Budvi, u Crnoj Gori,2016. i 2017. godine, u Baču 2016. godine u sklopu manifestacije „Dani evropske kulturne baštine”, dok su 2018. godine, prvi put dodeljene i „Food Talk Awards” najboljim kompanijama u različitim kategorijama.
Džejmi Oliver se 2014. godine obradio učesnicima FoodTalk Konferencije.